# Karl Buttmann
Karl Buttmann (* 12. April 1906 in Danzig; † 16. März 2005 in Wulsbüttel) war ein deutscher Architekt und Hochschullehrer.

## Biografie
Buttmann ging in Bremen zur Schule und machte 1924 sein Abitur am Alten Gymnasium. Er begann 1925 ein Maschinenbaustudium an der Technischen Hochschule München, wechselte jedoch 1926 an die Technische Hochschule Berlin. Dort studierte er bei Heinrich Tessenow (1876–1950) Architektur. Nach der bestandenen Diplom-Hauptprüfung 1936 wurde er erster Assistent bei Tessenow.
1933 begegnete er in Berlin dem Maler Otto Niemeyer-Holstein, mit dem ihn eine lebenslange Freundschaft verband. Noch im gleichen Jahr entwarf er zusammen mit Fridel Hohmann für Niemeyer-Holstein eine Einsiedelei auf Usedom. 1934 wurden die Entwürfe konkreter, da der Maler Niemeyer-Holstein sich mit seiner Frau aus dem nationalsozialistischen Berlin nach Usedom zurückzog. Das Wohnhaus ist ein überbauter, aus Berlin mitgebrachter S-Bahn-Wagen, das Atelier (das „Tabu“) wurde später in einem Nebengebäude untergebracht.
Durch Vermittlung von Tessenow bekam Buttmann eine Stelle in Königsberg bei dem Architekten Kurt Frick. 1944 wurde er zur Wehrmacht eingezogen und in die Niederlande geschickt. Nach einem Sportunfall während der militärischen Ausbildung war er frontuntauglich und wurde zum technischen Dienst der Polizei in Kopenhagen im besetzten Dänemark versetzt.
Nach Kriegsende 1945 arbeitete er im Büro Tessenow in Siemitz bei Güstrow und war an den Wiederaufbauplänen mecklenburgischer Städte beteiligt. Außerdem übernahm er eine Lehrtätigkeit (Geometrie, perspektivisches Zeichnen, technisches Zeichnen) an der Ingenieurschule Neustrelitz sowie der Staatlichen Bau- und Ingenieurschule Wismar-Wendorf. Diese Schule stand in enger Verbindung mit dem Wiederaufbaustab des Landes Mecklenburg, den Tessenow zeitweise leitete. 1948 flüchtete Buttmann nach Bremen in die amerikanische Besatzungszone.
Anfangs arbeitete er als Baurat der Stadtverwaltung im Bauamt Bremen-Nord in Vegesack, bevor er 1949 seine Hochschultätigkeit am Technikum der Freien Hansestadt Bremen aufnahm. Dort war er bis zur Pensionierung 1971 tätig.

Seit 1964 wohnter er in Hagen im Bremischen-Wulsbüttel. 

### Familie
Buttmann war ein Nachfahre des Berliner Architekten Eduard Knoblauch (1801–1865). Dessen Tochter Helene Julie (1846–1910) war verheiratet mit Rudolf Hugo Buttmann (1834–1891), sie waren die Urgroßeltern von Karl Buttmann. Sein Vater war der Marinebaurat Karl Rudolf Buttmann (1876–1960). Er war verheiratet und hatte drei Kinder.

## Bauten und Entwürfe (Auswahl)

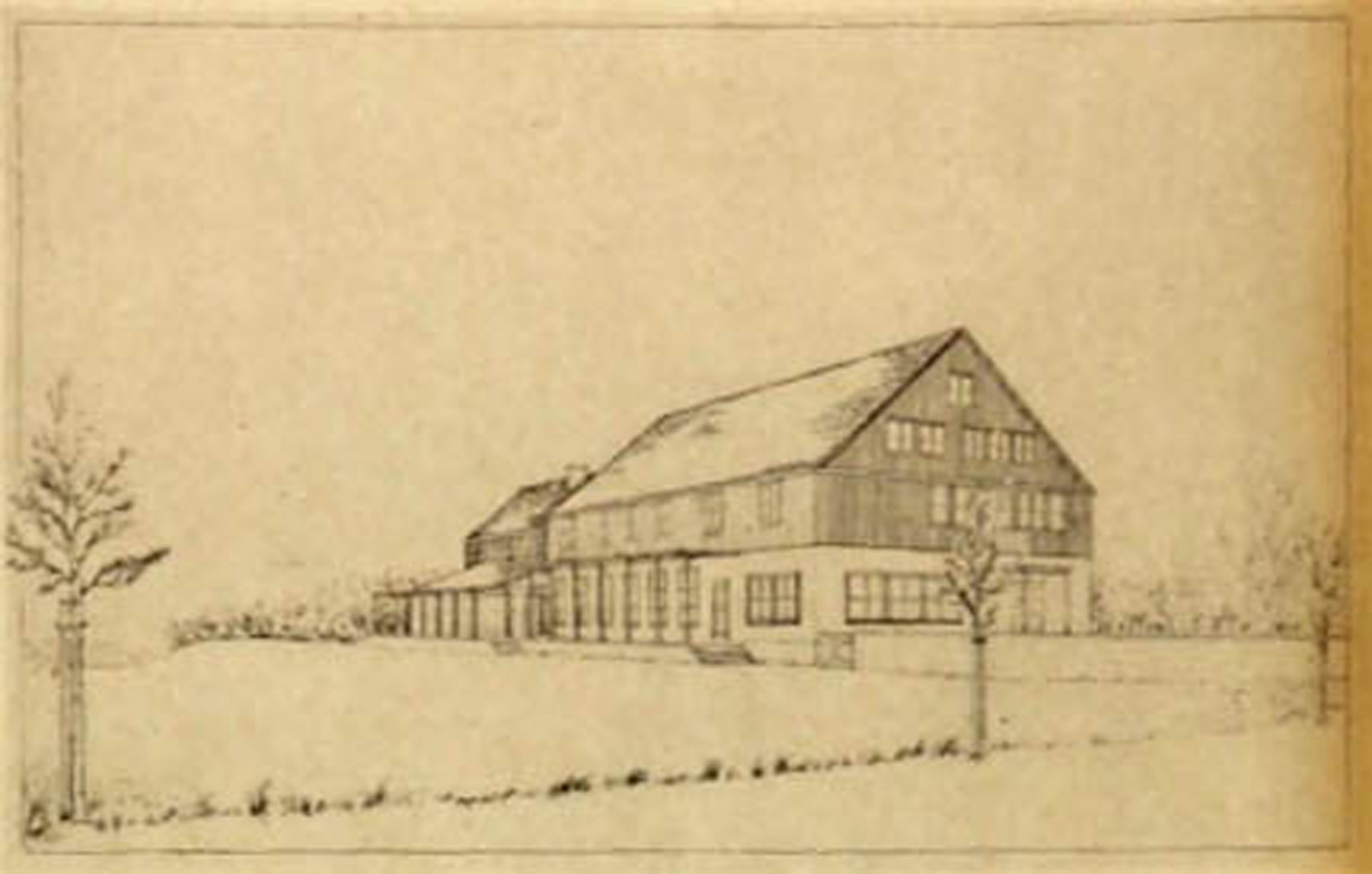
Rechts Wettbewerbsentwurf für die Tannenberg-Jugendherberge in Hohenstein, 1935

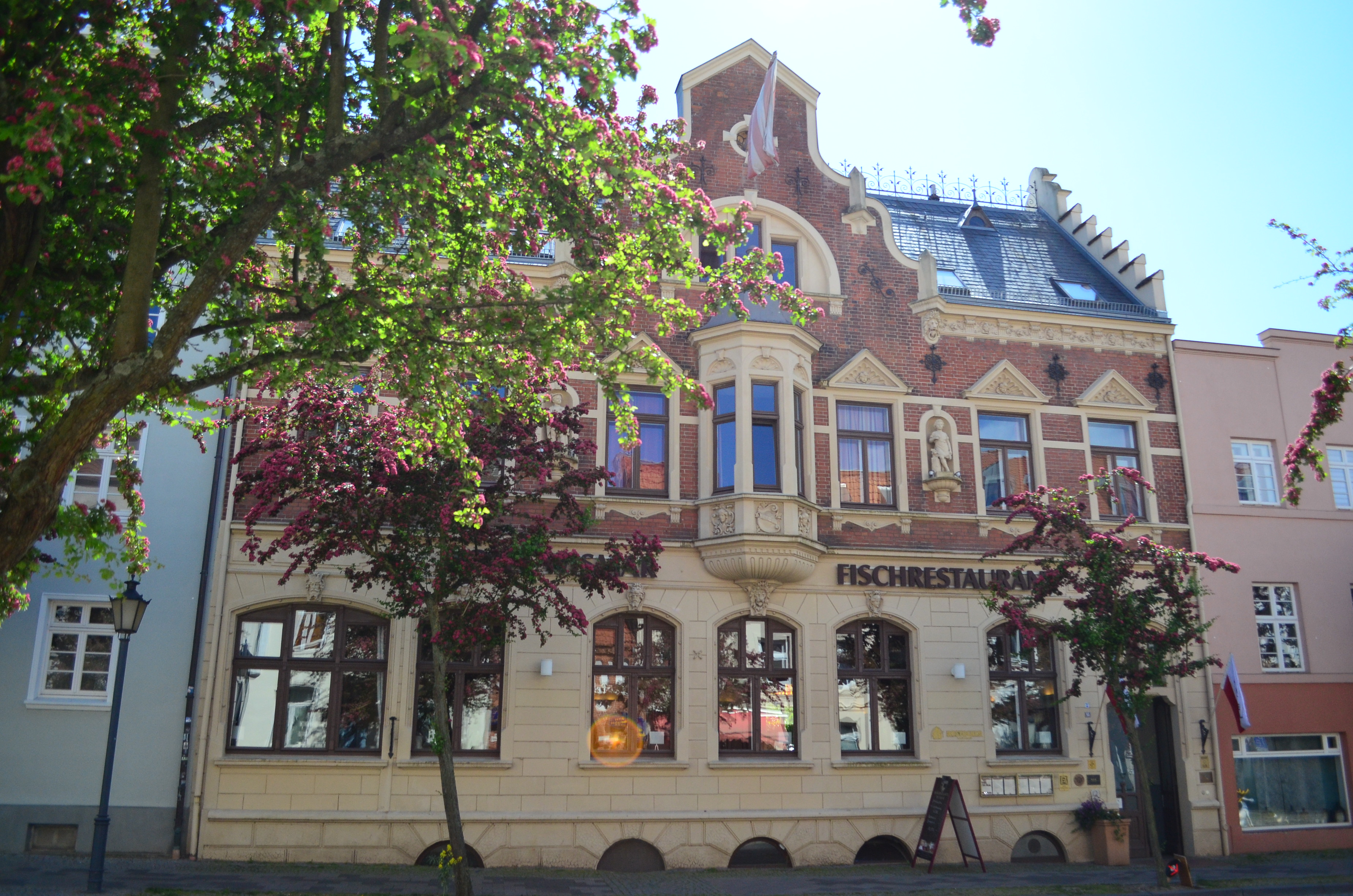
Rechts Umbau der Kaufmannskompagnie zum Hotel Intourist in Wismar, 1947, heutige Situation als Hotel Wismar5

- 1928: Mitarbeit beim Bau des Nordwolle-Hauses in Bremen im Büro von Hermann und Eberhard Gildemeister
- 1933/1934: Einsiedelei Lüttenort für Annemarie und Otto Niemeyer-Holstein auf Usedom (Eigenbau nach Vorschlägen von Fridel Hohmann und Karl Buttmann)
- 1935: Wettbewerbsentwurf für eine Tannenberg-Jugendherberge in Hohenstein (Ostpreußen)[4]
- 1937: Haus Hengstenberg in Bremen
- 1938: Haus Reese in Groß Glienicke
- 1946–1948: Mitarbeit bei Wiederaufbauplanungen Heinrich Tessenows für die Städte Pasewalk, Woldegk, Friedland und Neubrandenburg
- 1947: Intourist-Hotel Wismar als Umbau des Gebäudes der Kaufmannskompagnie
- 1946/1947: Musterentwürfe für Klein- und Reihenhäuser für Wismar
- 1948: Denkmalanlage für die Gefangenen der Cap Arcona in Groß Schwansee
- 1948: Umbau des Hauses der Kulturen in Wismar (heute Welt-Erbe-Haus)
- 1960: Haus Rudolphi in Bremen-Leuchtenburg
- 1963–1964: eigenes Wohnhaus in Wulsbüttel
- 1996: Haus Harjes in Schwanewede-Meyenburg (mit Rebekka Tiefert)